# 아젠스SQL
아젠스SQL(AgensSQL)은 그래프 데이터베이스 연구 개발 기업인 비트나인이 데이터베이스 연구개발을 통해 축적한 PostgreSQL에 대한 전문성과 노하우를 바탕으로 개발한 새로운 오픈소스 기반의 관계형 DBMS이다. 비트나인은 관계형 데이터베이스(DB)로 사업 영역 확장을 위해 AgensSQL를 2022년 5월 출시했다. AgensSQL 엔진이 포함된 엔터프라이즈 패키지는 사용자 친화적인 올인원 솔루션으로 구성되어 데이터 관리의 효율성과 확장성을 동시에 보장할 수 있다.  또한 기업에 안정적인 비즈니스 운영과 비용 절감을 기대할 수 있다.
AgensSQL의 '아젠스 (Agens)'는 라틴어로 고대 로마 황제의 정보 보좌관을 뜻한다. 이는 정보를 제공함에 있어 필요한 정보를 정확하고 빠르게 전달하고, 이러한 정보를 수집, 가공하여 유의미한 정보를 제공하고자 하는 취지에서 만들어졌다.

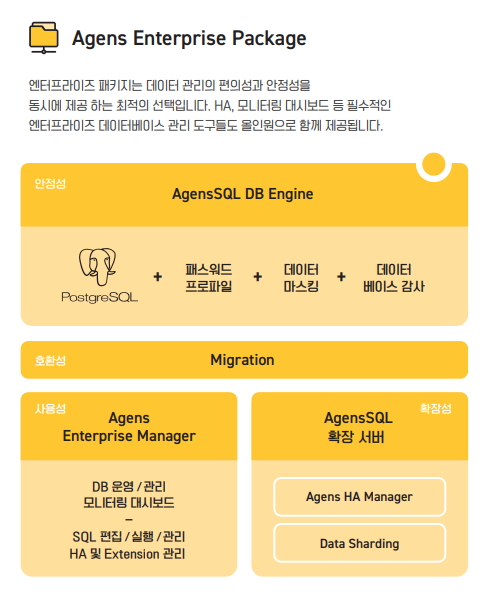
아젠스 엔터프라이즈 패키지 구조

AgensSQL은 기존 PostgreSQL 12를 기반으로 데이터 보안 기능이 강화되었고, 엔터프라이즈 패키지를 이루는 Agens HA Manager (AHM)과 Agens Enterprise Manager (AEM)은 각각 메인 시스템 장애 발생 시 백업을 지원하는 고가용성 기능과 데이터베이스 운영 상태 및 데이터베이스 감사를 돕는 모니터링 대시보드로 구성되어 있다.
비트나인은 PostgreSQL 기반의 AgensSQL 솔루션을 통해 프리미엄 PostgreSQL 서비스를 제공하며, 기업은 가장 진보된 기술과 20년 이상의 축적된 PostgreSQL 전문가의 노하우를 경험할 수 있다.  
최근에는 국내에서 엔터프라이즈급 DBMS 기술력을 입증받아 TTA(한국정보통신기술협회)로부터 'GS(굿 소프트웨어) 인증 1등급을 획득'하였다. 이를 토대로 <한국 철도공사>에 아젠스SQL을 공급 체결하였다. 

## 아젠스SQL DB Engine
AgensSQL은 오랜 기간 검증된 PostgreSQL의 Core 엔진을 기반으로 국내 시스템 환경에 적합한 보안 기능들을 대폭 강화했다.

### Password Profile│계정 및 권한 부여
- 사용자 패스워드 정책 적용 및 로그인 보안 강화
- 로그인 정책 위배 시, 사용자 접속 차단/해제 기능 부여
- 일정 횟수 로그인 실패 시 계정 잠금, 특수 문자 요구

### Database Redaction│데이터 마스킹
- 사용자 개인 정보 관련 데이터에 대한 보안 강화
- 보안 감사를 대비한 개인정보 보호 이슈 해결
- 암호화, 또는 사람이 식별할 수 없는 특수 문자로 마스킹

### Auditing│데이터베이스 감사 기능
- 데이터베이스 작업에 대한 모니터와 데이터 수집
- 사용자가 접근한 오브젝트 / 실행한 DDL, DML 문 추적 가능
- 모든 행위에 대한 로그(Log)의 기록

## 아젠스 HA 매니저

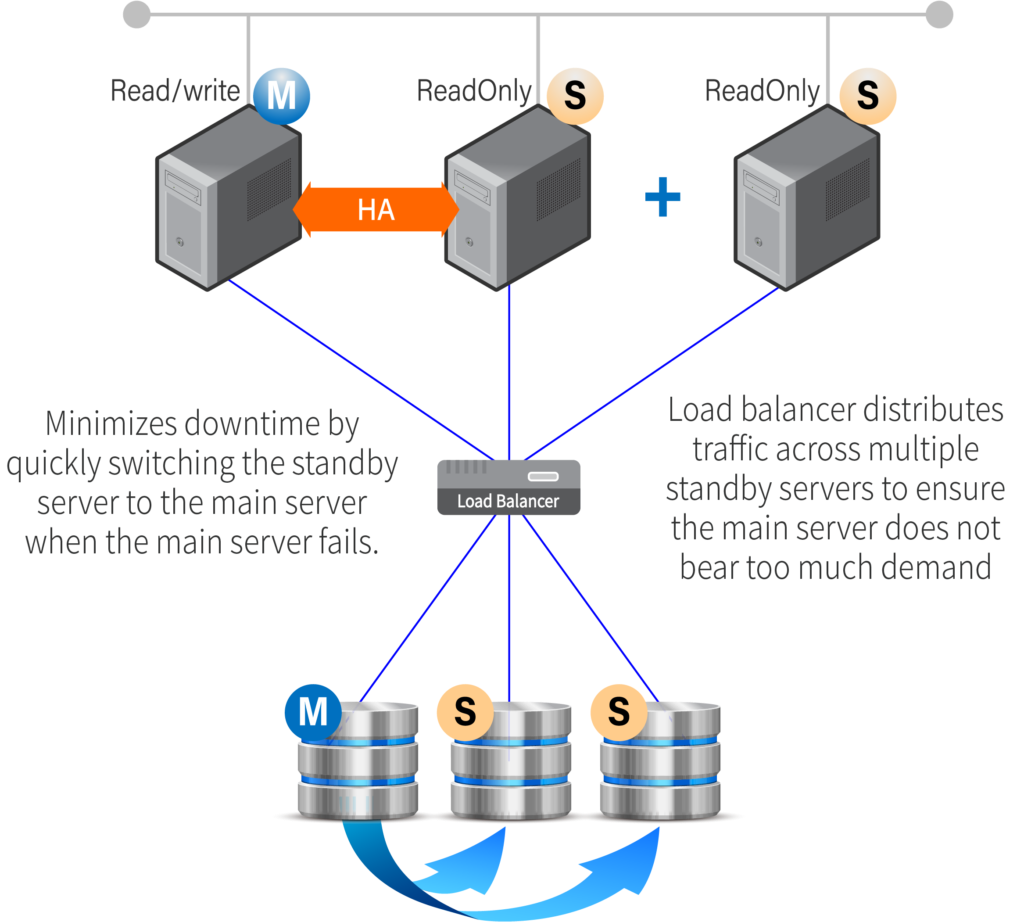
아젠스SQL HA Clustering

AHM은 장애 없이 지속적으로 정상 운영이 가능하도록 백업을 지원하는 고가용성 관리 서버로 구성되어 있다.

### 부하 분산
- Secondary 서버를 읽기 전용 서버로 활용하여 Active 서버에 집중되던 부하를 분산

### 고가용성(High Availability)
- Primary 서버 장애 발생 시, Secondary 서버가 빠르게 Primary 서버로 전환되어 다운 타임을 최소화

## 아젠스 엔터프라이즈 매니저
AEM은 효율적인 데이터 통합 운영 관리를 돕는 데이터 모니터링 대시보드로 제공된다.

### 백업/복원
- 백업 및 복원의 편리한 인터페이스 제공
- DB, 테이블 오브젝트 단위 백업 및 복구 기능 제공

### DB 모니터링 대시보드
- 실시간 세션 & 트랜잭션 Lock 모니터링
- 서버 CPU 및 메모리 사용 현황 제공

### 스케쥴 지원
- Script, SQL job과 스케쥴링 관리 전용 모듈 제공
- 스케쥴링 전용 UX 제공

### 데이터베이스 감사
- 편리한 인터페이스로 감사 대상 지정 가능
- 감사 결과 조회 인터페이스 제공

### SQL 모니터링
- 수행 쿼리 성능 분석에 필요한 쿼리 통계 정보 수집
- 모니터링 결과 문제 쿼리 추출

### 성능 개선 지원
- 운영 환경 상태 및 통계 자료 모니터하고 수집
- 성능 개선에 필요한 현황 리포트 제공